# هايدن هيل
هايدن هيل (بالإنجليزية: Haydn Hill)‏ (4 يوليو 1913 في المملكة المتحدة - 3 نوفمبر 1992 بوايمث في المملكة المتحدة) هو لاعب كركيت ولاعب كرة قدم بريطاني في مركز حراسة المرمى، شارك في الألعاب الأولمبية الصيفية 1936. وشارك مع منتخب المملكة المتحدة الوطني لكرة القدم. أما مع النوادي، فقد لعب مع Yorkshire Amateur A.F.C. ‏.

## وصلات خارجية
- هايدن هيل على موقع الاتحاد الدولي (مؤرشف)  (الإنجليزية)
- هايدن هيل على موقع أوليمبيديا (الإنجليزية)